# Cançó protesta
Una cançó protesta és una cançó associada amb un moviment que defensa un canvi social amb finalitat de persuasió o propaganda. Pot ser folklòrica, clàssica o comercial, entre d'altres. Alguns moviments socials que han promogut cançons protesta han estat el moviment abolicionista, el sufragi femení, el moviment anticomunista, el moviment obrer, els drets civils, el pacifisme, el moviment feminista, els drets dels animals i l'ecologisme.
La cançó protesta va néixer a inicis del segle xx, de la mà de Joe Hill, sindicalista suec instal·lat als Estats Units d'Amèrica. Però no va ser fins als anys 40 i 50 que va convertir-se en una realitat cultural de masses en diferents països d'Amèrica i Europa: alguns dels primers autors més importants foren els estatunidencs Woody Guthrie, Pete Seeger, Bob Dylan, Joan Baez, els francesos Édith Piaf i Jacques Brel, i el xilè Victor Jara. Fou durant els anys 60 i 70, però, quan aquestes cançons van tenir la major difusió. Alguns dels cantants (sovint cantautors) que feien cançons protesta van ser Raimon (País Valencià), Lluís Llach, Quico Pi de la Serra, i els components dels Setze Jutges, instigadors de la Nova Cançó, que va reivindicar la normalització de la llengua catalana damunt dels escenaris i clamava en contra de la dictadura.